# 사카도역 (후쿠오카현)
사카도역(일본어: 酒殿駅)은 후쿠오카현 가스야군 가스야정에 위치한 규슈 여객철도 가시 선의 철도역이다. 상대식 승강장 2면 2선의 구조를 갖춘 지상역이다.

## 타는 곳
| 1 | ■ 가시 선 | (상행) | 조자바루 · 가시 · 사이토자키 방면 |
| 2 | ■ 가시 선 | (하행) | 우미 방면                         |

## 이용 현황
| 연도     | 승차 인원 |
| 2006년도 | 300       |
| 2007년도 | 700       |
| 2008년도 | 800       |
| 2009년도 | 900       |
| 2010년도 | 900       |
| 2011년도 | 1,000     |
| 2012년도 | 1,000     |
| 2013년도 | 1,100     |
| -------- | --------- |

## 역 주변
- 이온 몰 후쿠오카

## 인접 역
| 가시 선                  | 가시 선   | 가시 선        |
| ------------------------ | --------- | -------------- |
| 조자바루 사이토자키 방면 | ■ 가시 선 | 스에 우미 방면 |